# Al Jaghbub
Al-Jaghbub (الجغبوب en árabe, Giarabub en italiano, Al Yagbub en español) es un remoto oasis de la República de Libia, localizado en el Desierto Líbico oriental. Está más cercano a la ciudad egipcia de Siwa que a cualquier ciudad libia. Al igual que Siwa, su población es bereber. El oasis está ubicado en el distrito de Al Butnan. Sostenida por los depósitos de agua subterránea, lluvias y la producción de dátiles, la ciudad es, con mucho esfuerzo, autosuficiente.

## Geografía
El oasis de Al Jaghbub está ubicado en una profunda depresión que se extiende por debajo del nivel del mar. Esta depresión alcanza unos -10 m. Al este del oasis de Siwa hay una depresión similar y más al este, la gran depresión de Qattara también está por debajo del nivel del mar.
Al Jaghbub es autónoma gracias a los suministros de agua subterránea. En el oasis, muchas verduras y frutas son cultivadas, entre ellas se destacan las palmeras datileras, los cereales, tomates y pimientos. Las casas son tradicionales y modernas, algo raro en Libia. La mayoría tienen un piso y están construidas de piedra y palmeras. No hay instalaciones turísticas, pero los pasajeros la consideran una parada útil. Dos veces a la semana un autobús conecta a Al Jaghbub con Tobruk.

### Clima
| Parámetros climáticos promedio de Al Jaghbub | Parámetros climáticos promedio de Al Jaghbub | Parámetros climáticos promedio de Al Jaghbub | Parámetros climáticos promedio de Al Jaghbub | Parámetros climáticos promedio de Al Jaghbub | Parámetros climáticos promedio de Al Jaghbub | Parámetros climáticos promedio de Al Jaghbub | Parámetros climáticos promedio de Al Jaghbub | Parámetros climáticos promedio de Al Jaghbub | Parámetros climáticos promedio de Al Jaghbub | Parámetros climáticos promedio de Al Jaghbub | Parámetros climáticos promedio de Al Jaghbub | Parámetros climáticos promedio de Al Jaghbub | Parámetros climáticos promedio de Al Jaghbub |
| Mes                                          | Ene.                                         | Feb.                                         | Mar.                                         | Abr.                                         | May.                                         | Jun.                                         | Jul.                                         | Ago.                                         | Sep.                                         | Oct.                                         | Nov.                                         | Dic.                                         | Anual                                        |
| -------------------------------------------- | -------------------------------------------- | -------------------------------------------- | -------------------------------------------- | -------------------------------------------- | -------------------------------------------- | -------------------------------------------- | -------------------------------------------- | -------------------------------------------- | -------------------------------------------- | -------------------------------------------- | -------------------------------------------- | -------------------------------------------- | -------------------------------------------- |
| Temp. máx. abs. (°C)                         | 26.7                                         | 31.7                                         | 40                                           | 45.6                                         | 47.8                                         | 49.4                                         | 47.2                                         | 45                                           | 44.4                                         | 40                                           | 35                                           | 30                                           | 49.4                                         |
| Temp. máx. media (°C)                        | 18.9                                         | 21.1                                         | 25                                           | 29.4                                         | 34.4                                         | 37.8                                         | 38.3                                         | 37.2                                         | 35                                           | 30                                           | 25                                           | 21.1                                         | 29.4                                         |
| Temp. media (°C)                             | 12.8                                         | 14.4                                         | 17.2                                         | 21.1                                         | 26.1                                         | 29.4                                         | 30                                           | 28.9                                         | 27.2                                         | 22.8                                         | 18.3                                         | 14.4                                         | 21.9                                         |
| Temp. mín. media (°C)                        | 6.7                                          | 7.8                                          | 10                                           | 12.8                                         | 18.3                                         | 21.1                                         | 21.7                                         | 21.1                                         | 20                                           | 16.1                                         | 11.7                                         | 7.8                                          | 14.6                                         |
| Temp. mín. abs. (°C)                         | -1.1                                         | -1.1                                         | 0.6                                          | 3.9                                          | 10                                           | 9.4                                          | 12.2                                         | 11.7                                         | 12.8                                         | 6.1                                          | 1.1                                          | 0                                            | -1.1                                         |
| Precipitación total (mm)                     | 3.8                                          | 0                                            | 0                                            | 0                                            | 0                                            | 0                                            | 0                                            | 0                                            | 0                                            | 0                                            | 0                                            | 3.8                                          | 7.6                                          |
| Días de precipitaciones (≥ 1 mm)             | 0.4                                          | 0.1                                          | 0.0                                          | 0.0                                          | 0.0                                          | 0.0                                          | 0.0                                          | 0.0                                          | 0.0                                          | 0.0                                          | 0.1                                          | 0.4                                          | 1                                            |
| Humedad relativa (%)                         | 61                                           | 57                                           | 50                                           | 43                                           | 39                                           | 38                                           | 42                                           | 45                                           | 50                                           | 53                                           | 57                                           | 63                                           | 50                                           |
| Fuente: Weatherbase (en inglés)              |                                              |                                              |                                              |                                              |                                              |                                              |                                              |                                              |                                              |                                              |                                              |                                              |                                              |

|  |

## Historia
En el pasado, Al Jaghbub fue el cuartel general del movimiento sanusí, sede de una desaparecida universidad islámica y del antiguo palacio sanusí (hoy en ruinas). Al Jaghbub fue parte del Reino de Egipto hasta diciembre de 1925, cuando fue cedido a Italia como parte del acuerdo para fijar la frontera libio-egipcia. En febrero de 1931, la administración colonial dirigida por Rodolfo Graziani decidió construir una valla de alambre de púas que se extendía desde el puerto de Bardia hasta Al Jaghbub, con una longitud de 270 kilómetros. Su construcción estuvo vigilada por patrullas armadas y aviones de la Regia Aeronautica, ya que su propósito era cortar el acceso de los rebeldes sanusíes a fuentes de suministros y los contactos con sus líderes en Egipto. La construcción de la valla empezó en abril de 1931 y estuvo lista en setiembre. Esta, junto con las deportaciones masivas, fue decisiva y precipitó el fin de la rebelión. La valla sigue en pie sobre la frontera libio-egipcia, yendo desde las afueras de Tobruk hasta Al Jaghbub.
La construcción de la valla fue dramatizada en la película El león del desierto.
En la Segunda Guerra Mundial fue el escenario de la Batalla de Giarabub, entre las fuerzas de la británicas y la Italia fascista. Los soldados italianos y coloniales libios al mando del Coronel Salvatore Castagna resistieron por 9 meses el sitio de los soldados británicos. El sitio terminó con la captura de Al Jaghbub el 21 de marzo de 1941. La resistencia de los soldados italianos fue muy celebrada por el régimen fascista, siendo empleada para minimizar la derrota militar en Cirenaica.

## Curiosidades
Idris I, el único rey que ha existido en Libia, nació en Al Jaghbub el 12 de marzo de 1890.